# Иван Вуковић (позоришни редитељ)
Иван Вуковић (1983) српски је позоришни редитељ и универзитетски предавач.

## Биографија
Завршио је позоришну и радио режију на Факултету драмских уметности.
Изабран је за доцента на ФУ 2014. где на Департману за музичку уметност предаје на предмету „соло певање, глума и оперски студио“.
Био је директор Народног позоришта у Нишу али је убрзо смењен након контроверзе око времена дипломирања.

## Театрографија
- Тина Феј: Лоше девојке, Позориште Дадов Београд (2008)[3]
- Малгорзата Мроцковска: Јустина, сестра моја, Народно позориште “Тоша Јовановић” Зрењанин (2008)[3]
- Џон Озборн: Осврни се у гневу, Народно позориште “Бора Станковић” Врање (2010)[3]
- Тери Џонсон: Хистерија, Југословенско драмско позориште Београд (2010)[3]
- Радослав Павловић: Девојке, Народно позористе у Нишу (2011)[3]
- Стивен Гринблат: Шекспир – изгубљено/надјено, Дом Омладине Београд у копродукцији са Харвардским универзитетом (2011)[3]
- Кристофер Дуранг: Луди од терапије, Сцена Стаменковић Београд (2012)[3]
- Иво Бресан: Велики маневри у тијесним улицама, Народно позориште у Нишу (2013)[3]
- Радослав Павловић: Мала, Народно позориште у Нишу (2014)[3]
- Јелена Мијовић: 12 гневних жена, Народно позориште у Нишу (2014)[3]
- Иван Велисављевић: Сврати, рече човек, Народно позориште у Ужицу (2015)[3]
- Оперске представе: Јохан Страус Млађи: Слепи миш, Народно позориште у Нишу (2013)[3]
- Ђоакино Росини: Севиљски берберин, Народно позориште у Нишу (2013)[3]
- Слепи миш, 22.05.2013, Ниш, Народно позориште[4]
- Мала, 11.03.2014, Ниш, Народно позориште[4]
- Општинско дете, 09.04.2014, Врање, Позориште 'Бора Станковић'[4]
- 12 гневних жена, 23.12.2014, Ниш, Народно позориште[4]
- Севиљски берберин, 23.02.2015, Ниш, Народно позориште[4]
- Сврати, рече човек, 08.04.2015, Ужице, Народно позориште[4]
- Дуге ноћи и црне заставе, 06.07.2015, Шабац, Шабачко позориште[4]
- Дете ноћи и црне заставе, 06.07.2015, Ниш, Народно позориште[4]
- Сирано, 13.05.2016, Београд, Народно позориште[4]
- Краљ Лир, 24.01.2017, Ужице, Народно позориште[4]
- Из живота инсеката, 06.12.2017, Београд, Београдско драмско позориште[4]
- Хроника паланачког гробља, 23.01.2018, Крушевац, Крушевачко позориште[4]
- Какав куплерај, 05.04.2018, Шабац, Шабачко позориште[4]
- Ова ће бити иста, 30.06.2021, Београд, Атеље 212[4]